# Charles Albert Gobat

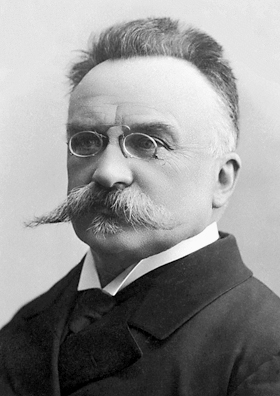
Charles Albert Gobat

Charles Albert Gobat (21.5.1843 –16.3.1914) là một luật sư, nhà quản lý giáo dục kiêm chính trị gia người Thụy Sĩ đã cùng đoạt giải Nobel Hòa bình năm 1902, chung với Élie Ducommun cho việc lãnh đạo Phòng Hòa bình quốc tế của họ.

## Thời niên thiếu
Gobat sinh ngày 21.5.1843 tại Tramelan, Thụy Sĩ, là con của một mục sư đạo Tin Lành và là cháu của Samuel Gobat, một nhà truyền giáo đã trở thành Giám mục của Jerusalem. Gobat học tại các trường Đại học Basel, Đại học Heidelberg, Đại học Bern và Đại học Paris. Ông đậu bằng tiến sĩ luật khoa của Đại học Heidelberg năm 1867.

## Sự nghiệp
Sau khi đậu bằng tiến sĩ, Gobat bắt đầu hành nghề luật tại Bern và dạy môn luật dân sự của Pháp ở Đại học Bern. Sau đó ông mở phòng luật sư ở Delémont thuộc bang Bern. Phòng này nhanh chóng trở thành hãng luật dẫn đầu trong khu vực.
Sau khi hành nghề luật 15 năm, ông tham gia vào lãnh vực chính trị và giáo dục. Năm 1882, ông được bổ nhiệm làm người quản lý giáo dục công cộng của bang Bern, một chức vụ mà ông đã giữ trong 30 năm. Ông là người cấp tiến trong triết lý giáo dục và đã thực hiện nhiều cải cách quan trọng trong hệ thống giáo dục.
Ông được hoan nghênh về tác phẩm uyên bác "République de Berne et la France pendant les guerres de religion" (Cộng hòa Berne và Pháp trong các cuộc chiến tranh tôn giáo), xuất bản năm 1891 và cũng được nhiều người nhìn nhận về tác phẩm "Histoire de la Suisse racontée au peuple" (Lịch sử Thụy Sĩ kể cho nhân dân), xuất bản năm 1900.
Ông cũng theo đuổi một sự nghiệp chính trị và được bầu vào nhiều chức vụ quan trọng, như vào Đại hội đồng bang Bern năm 1882. Từ năm 1884 tới năm 1890, ông là thành viên trong Hội đồng các bang Thụy Sĩ và từ năm 1890 cho tới khi qua đời năm 1914, ông là thành viên của Hội đồng quốc gia, một cơ quan khác của ngành lập pháp trung ương Thụy Sĩ. Trong cả chính trị lẫn giáo dục, ông là người có khuynh hướng cải cách tự do. Năm 1902, ông đỡ đầu nhiều việc làm luật áp dụng nguyên tắc "trọng tài" trong các hiệp ước thương mại.
Gobat cũng làm việc với "Liên minh liên nghị viện" (Inter-parliamentary Union), do William Randal Cremer (người đoạt giải Nobel Hòa bình năm 1903) thành lập trong năm 1889. Năm 1892 ông trở thành chủ tịch của Liên minh này trong kỳ đại hội lần thứ 4, được tổ chức ở Bern để thành lập Văn phòng liên nghị viện (Bureau Interparlementaire). Ông làm Tổng thư ký của Văn phòng này, một văn phòng đảm nhiệm việc thông tin về phong trào hòa bình, việc hòa giải quốc tế, và việc liên lạc giữa các nghị viện quốc gia. Đại hội lần thứ ba của Liên minh, tổ chức tại Roma năm 1891, thành lập Phòng Hòa bình Quốc tế (International Peace Bureau), trong đó Gobat làm giám đốc, khi Phòng này được tặng thưởng giải Nobel Hòa bình 1910.

## Các năm cuối đời
Năm 1902, cùng chung với Élie Ducommun, Gobat được trao tặng giải Nobel Hòa bình, về việc lãnh đạo "Phòng Hòa bình quốc tế" của họ.
Sau khi Élie Ducommun từ trần năm 1906, Gobat lên thay thế đảm nhiệm chức giám đốc "Phòng Hòa bình quốc tế". Ông từ trần ngày 16.3.1914 ở Bern khi đang tham dự Hội nghị Hòa bình ở đây. Ông đứng dậy để phát biểu, nhưng quị xuống và chết khoảng một giờ sau.